# Aba, Kongo-Kinshasa
Aba är en ort i provinsen Haut-Uele i nordöstra Kongo-Kinshasa, nära gränsen till Sudan. Den har status som commune rurale. Orten är ett centrum för jordnöts- och bomullsodling på den omgivande savannen. På orten talas bland annat det nilotiska språket kakwa och lingala.